# 突撃!アーミーマン 史上最小の作戦
『突撃!アーミーマン 史上最小の作戦』（とつげきあーみーまんしじょうさいしょうのさくせん、Army Men: RTS）、またはアーミーメン リアルタイム・ストラテジーとは3DOにより開発されたリアルタイムストラテジー（RTS）である。
本作は「アーミーマン」と呼ばれるプラスチックの兵隊人形同士の戦争を描くアーミーマンシリーズの外伝的タイトルだが、日本国内においては本タイトルのPlayStation 2版とwindows版のみが、それぞれ「突撃!アーミーマン 史上最小の作戦」あるいは「アーミーメン リアルタイム・ストラテジー」として販売されている。
ごく普通の民家をアーミーマンたちの視点で大きなフィールドと見立ててあり、資源であるプラスチックと電力はビデオテープや腕時計などから調達する。また、破壊されたユニットや建物はプラスチック塊となり、回収する事で再び資源として利用できる。
基地を設けて資源を管理しつつユニットを生産するというオーソドックスなシステムながら、各所が他の同ジャンルタイトルと比べて大きく単純化されている。例えば、管理すべき資源はプラスチックと電力の二種類のみで、ユニットへの補給という概念も基本的には存在しない。
本作のキャンペーンモードは全15章のシナリオで構成されており、このシナリオはユニットや施設の生産をメインとしたものと、ヒーローユニットのみを使用するパズル寄りのミッションが交互に収録されている。
また、キャンペーンモードでメダルを獲得するとより難易度の高いボーナスミッションと大戦役がアンロックされる。
日本語化にあたり、ミッション名や台詞など全編に渡り有名戦争映画のパロディや独特のユーモアがちりばめられており、日本語版サブタイトルは『史上最大の作戦』の、ストーリーは『地獄の黙示録』のパロディである。

## あらすじ
ミドリ軍とタン・フォースの戦争が続く中、最前線である"家"を占領したミドリ軍部隊の指揮官、ブリンツ大佐は前線勤務中に負傷してしまう。衛生兵が手を尽くしたものの、「頭部に重大なる損傷を認む」結果となり、直後にブリンツ大佐の部隊は連絡を絶った。後日、ミドリ軍B中隊戦闘指揮官のホーク軍曹は"家"の付近にバケツで運搬され到着する。"白い柵"手前に設営された司令部に出頭した軍曹は、上官グリム大佐からブリンツ大佐が負傷・錯乱した挙句タン・フォースに寝返った事を知らされ、彼の抹殺を命ぜられる。
1.シン・グリーン・ライン（The Thin Green Line）
グリム大佐の命を受けた軍曹は指揮所前でB中隊の歩兵隊に訓辞を行い、彼らを率いて"白い柵"防衛線の強行突破を図る。
2.敵陣横断三百センチ（Behind the Tan Curtain）
"白い柵"防衛線を突破したB中隊。そこへグリム大佐から通信が入り、B中隊は司令部が捕捉した敵中枢を殲滅して前線基地を設営するように命じられる。
3.ア・フュー・グリーン・メン（A Few Green Men）
ミドリ軍の進撃を察知したタン・フォースは"正面玄関前"に縦深防衛陣地を構築した。この陣地に電力を供給する無尽蔵の電力施設を隠密裏に破壊する為、軍曹のチームは大型ヘリコプターで敵陣後方へと送り込まれる。
4.フル・プラスチック・ジャケット（Full Plastic Jacket）
B中隊は地雷や監視塔、更には攻撃ヘリ部隊を備えた"正面玄関前"防御陣地を突破する。しかし、ドアは閉まっておりやむなくB中隊は"正面玄関"からの侵入を断念。作戦を変更し"地下室"の換気窓から"家"への侵入を図る。
5.地下室からの来訪者（It Came From The Basement）
換気窓から"地下室"に潜入した軍曹のチームは本部との無線通信を再開する為、地下の住人であるアリを蹴散らしながら1階へ続く階段に向かった。途中で通信が回復し、グリム大佐からタン・フォース側が軍曹たちの侵入を察知し、大規模な爆撃機部隊を"地下室”へ飛ばしたことを知らされる。
6.炊火の勇気（Courage Under Groceries）
爆撃を逃れ1階に到着した軍曹へ、包囲されながらも抗戦を続ける"台所"テーブル前線基地から救援を請う通信が入る。しかし、軍曹たちが到着する頃にはテーブル前線基地は壊滅し半壊の司令部が残るのみだった。軍曹たちはヘリによる救出を要請する為、テーブル前線基地を再建し、周辺に展開する敵対空砲陣地の破壊に乗り出す。
7.戦場にかける鍋（Dishes Of Valor）
テーブル前線基地よりヘリで脱出したものの、グリム大佐より新たな指令が下され帰還は叶わない。B中隊は"流し台"に設営されたタン・フォース化学兵器工場の破壊へと向かう。
8.ソファより永遠に（From Here To The Sofa）
B中隊はタン・フォースの激しい抵抗を抑えて化学兵器工場破壊に成功した。その後、ブリンツが"屋根裏"に潜んでいる事を突き止めた司令部は"階段"への進撃路確保を目的に"居間"への攻勢を発動する。この際、司令部は"居間"の「軍隊を丸ごと作れる」ような無尽蔵の電力施設がブリンツの手元にある限り、戦域確保は難しいと判断し、B中隊に施設の奪取と停止を命ずる。B中隊はタン・フォース守備隊を撃破しこれを制圧するが、そのときブリンツからテレビを介した通信が入り、直後に無尽蔵の電力施設は爆撃で破壊されてしまった。
9.荒野のプラスチック用心棒（Fistful Of Plastic）
"居間"の確保後、ミドリ軍は"階段"前まで進行する。途中、ブロックで作られた村を通過しかかった軍曹は村役場に潜んでいた村民に出会う。曰く、ブリンツの部隊に村を襲撃され、多くのプラスチック資源を略奪されたという。村民の脱出を援護するなら、残存する村の建物及び資源の全てをミドリ軍に供出するという取引の元、グリム大佐は村民の護衛をB中隊に命じる。
10.深く静かに入浴せよ（Baths Of Glory）
ミドリ軍は"階段"を確保して二階へと進撃する。軍曹のチームはアリの迫撃を受けながらタン・フォースが防衛線を設けた"洗面所"に侵入、寝室へ続くと思われるドアの確保に向かう。
11.ヒーローユニットの条件（One Man Army）
アリの迫撃を退け、"洗面所"防衛線を突破して寝室にたどりついた軍曹らだったが、待ち構えていたタン・フォースの大部隊に包囲され捕虜になってしまう。しかし一人フーバーだけは包囲を逃れることに成功し、グリム大佐から救出作戦の指揮を任される。
12.遠すぎなかった橋（Derailment）
フーバーによって救出された軍曹らは"屋根裏"へと突入し、タン・フォース勢力下の"鉄道ジオラマ"に侵入する。既に鉄道模型はブリンツの要塞へ兵士と物資を送る軍用路線と化しており、軍曹らは軍用列車の運行を停止させる為、鉄橋の破壊を命ぜられる。
13.駅は燃えているか（Village Of The Tanned）
"鉄道ジオラマ"を進む軍曹らは航空騎兵部隊と共に窓から侵入したという従軍記者のヴィッキーに出会う。彼女は軍曹に対して、間もなく付近の駅からブリンツの要塞へ向かう軍用列車が発車することを伝え、それに便乗する事を提案する。
14.プラスチック・トゥルーパーズ（Scorched Turf）
ブリンツ要塞の手前でレールが爆破されており、やむなく軍用列車は停止して軍曹らは降車を余儀なくされる。要塞前に広がるタン・フォースの防衛線には処刑されたミドリ軍兵士の姿もうかがえる。さらにタン・フォースは女王アリを監禁してアリを従わせていたことが判明する。グリム大佐によれば要塞地下にアリの掘ったトンネルがあり、軍曹らはそれを探し出して要塞へ侵入する事になる。
15.地獄のプラスチック黙示録（Heart Plastic）
ついに"ブリンツ要塞"に到達した軍曹らはブリンツ大佐の捜索を開始する。

## 登場人物

### ミドリ軍（Green Army）
緑色のプラスチックで生成されている兵士が所属する。プレイヤーはミドリ軍兵士を操作する。
ブラボー中隊（Bravo Company）
B中隊と表記され、プレイヤーが操作する兵士は主にB中隊員である。
ホーク軍曹（SGT. Hawk）
声 - 森川智之
B中隊の戦闘指揮官であり、上官や部下には「軍曹」と呼ばれる。グリム大佐の命に従い、ブリンツの抹殺へと向かう。
リフ（Riff）
バズーカ兵。巨漢。
シャープ（Shrap）
迫撃砲兵。サーファー。
スコーチ（Scorch）
火炎放射兵。敵が溶けて沸騰する音を聞くときが人生最高の瞬間と思っている。
フーバー（Private Hoover）
地雷探知兵。小心者で泣き言ばかり言っている。
チック（Thick）
機関銃手。根っからの兵隊。頭は鈍いが忠誠心は厚い。
ブルズアイ（Bullseye）
声 - 髙階俊嗣
スナイパー。ずば抜けた視力を持つ。
これら7人はアーミーマンの伝統的なポーズを模した物となっている。
グリム大佐（Colonel "Happy" Jack Grimm）
声 - 仲木隆司
B中隊指揮官であり、ホーク軍曹の上官に当たる。前線には現れず、司令部より通信で軍曹に指示や助言を行う。話が長い。
ヴィッキー（Vikki Grimm）
声 - 早水リサ
従軍記者。グリム大佐の娘であり、ホーク軍曹の恋人。一部のミッションではユニットとして戦闘に参加する。

### タン・フォース（Tan forces）
小麦色のプラスチックで生成されている兵士が所属する。本作における敵軍。
ブリンツ大佐（Colonel Blintz）
声 - 西村知道
"家"におけるタン・フォース指揮官。元はミドリ軍の有能な将校で、"家"を制圧した部隊の指揮官を務めていた。しかし、戦闘中の負傷で頭部の半分を失って精神に異常をきたし、"家"の駐留部隊ごとタン・フォースへと寝返った。叛乱に従わなかった兵士を溶かしてスクラップにするという冷酷な一面を持つ一方、ミドリ軍に居た頃から部下には熱狂的に慕われており、軍曹も「奴の命令ならタン・フォースの兵士はガスコンロにでも平気で飛び込む」と評している。事実、多くの兵が彼に従いミドリ軍との戦いに身を投じた。ミッション8では大きな人間におもちゃにされることに嫌気が差した旨の発言をしている。かなりの肥満体型。

## 評価
福田柵太郎はGame Watchに寄せた記事の中で、PS2版について、マニアには物足りないかもしれないが、シミュレーションゲームの初心者にはお勧めできる作品だと評価する一方、マルチプレイモードがないのが惜しいと指摘している。
また、福田はフルオーケストラの勇ましい音楽やキャラクターの声を聴いていると、彼らがおもちゃであることを忘れてしまうと述べており、経験値の概念がないためキャラクターの成長性はないものの、ちょこちょこ動く彼らから癒しを感じると評価している。